# Pleurostachys regnellii
Pleurostachys regnellii är en halvgräsart som beskrevs av Charles Baron Clarke. Pleurostachys regnellii ingår i släktet Pleurostachys och familjen halvgräs. Inga underarter finns listade i Catalogue of Life.